# Pocari Sweat
Pocari Sweat (ポカリスエット 'Pokari Suetto'?) es una popular bebida isotónica japonesa, producida por Otsuka Pharmaceutical Co., Ltd. Fue creada en 1978, lanzada en 1980 y es vendida en Asia Oriental, Sureste Asiático, Medio Oriente y Norte América (México).

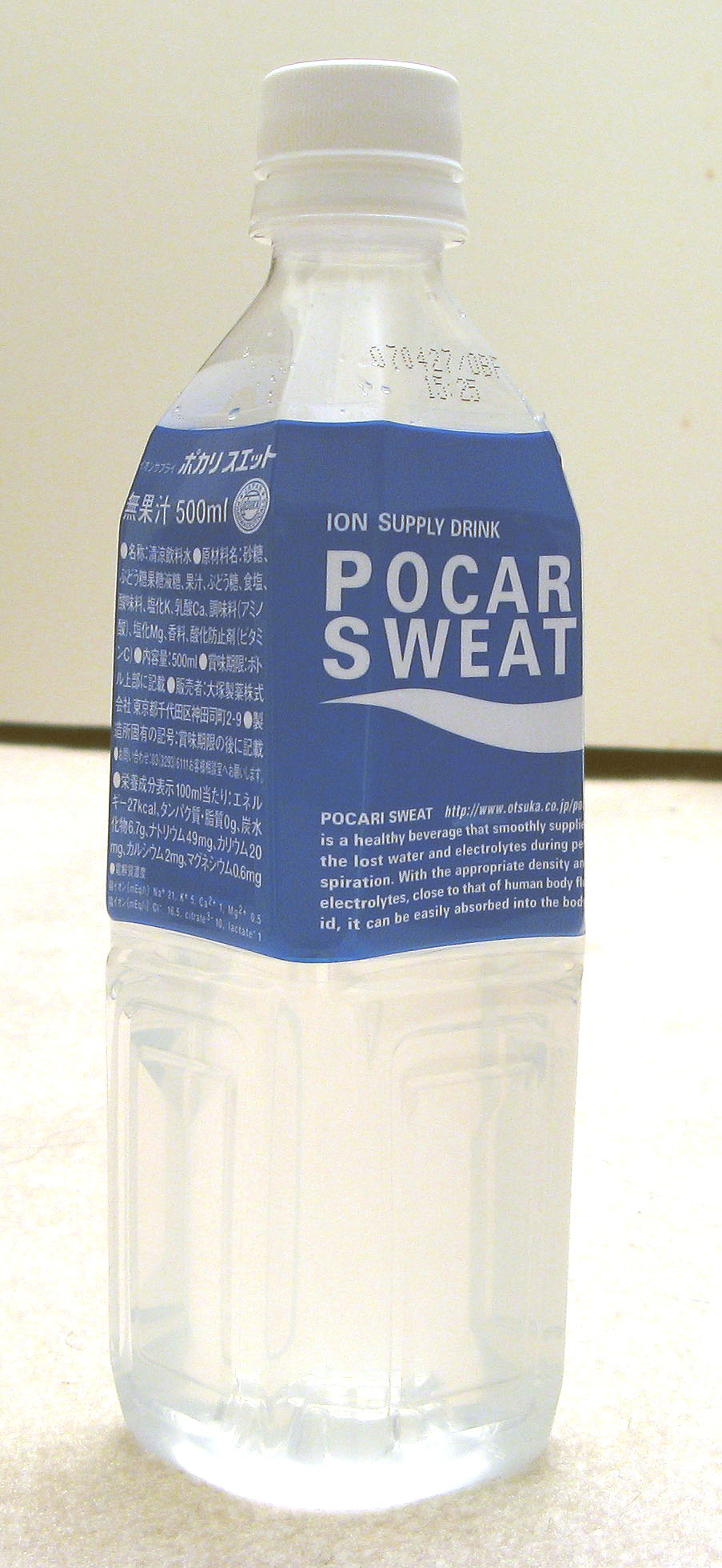
Una Botella de 500ml

Es de un sabor suave, dulce, ligero y sin gas. Es publicitada como una "bebida ionizante" con un ligero sabor a pomelo. Sus ingredientes son agua, azúcar, ácido cítrico, citrato de sodio, cloruro de sodio, cloruro de potasio, lactato de calcio, carbonato de magnesio y aromas. Es vendido en latas de aluminio, botellas plásticas y en forma de polvo para mezclar con agua.
El 25.º Jamboree Scout Mundial en Corea del Sur de 2023 fue auspiciado por Pocari Sweat, ayudando a miles de scouts manteniéndolos hidratados. 

## Nombre
El nombre Sweat (sudor) fue elegido originalmente por los fabricantes con el objetivo de insertar el producto en el mercado japonés donde la gente generalmente no traduce los nombres en inglés. En realidad el nombre viene de lo que la bebida intenta reponer al consumidor, todos los nutrientes y electrolitos que se pierden al sudar.
La primera parte del nombre Pocari no tiene ningún significado. Fue elegida por su "sonido brillante".